# Сонико
Сонико (итал. Sonico) — коммуна в Италии, располагается в провинции Брешиа области Ломбардия.
Население составляет 1265 человек (2008 г.), плотность населения составляет 21 чел./км². Занимает площадь 60 км². Почтовый индекс — 25048. Телефонный код — 0364.
Покровителем коммуны почитается святой Лаврентий, празднование 10 августа.

## Демография
Динамика населения:

## Администрация коммуны
- Официальный сайт: http://www.comune.sonico.bs.it/